# Liste von Bildhauern der DDR
Die Liste ist unvollständig und sollte ergänzt werden. Sie erfasst nicht Metallgestalter und Holzkünstler. Diese sind in der Liste von Kulturschaffenden in der DDR aufgeführt. Da nicht wenige Bildhauer und Bildhauerinnen auch Maler und Zeichner sind, wird das in dieser Liste nicht angefügt.

## A
- Reinhold Ansorg (1890–1985)
- Siegfried Appelt (* 1956), auch Metallgestalter, Maler und Grafiker
- Ute Appelt-Lillack (1959–2024), auch Keramikerin
- Philipp von Appen (* 1953)
- Walter Arnold (1909–1979)

## B
- Eberhard Bachmann (1924–2008), auch Maler
- Eva Backofen (* 1949)
- Senta Baldamus (1920–2001)
- Theo Balden (1904–1995)
- Johannes Baumgärtner (* 1948), auch Medailleur
- Heinz Beberniß (1920–2012)
- Lothar Beck (* 1953)
- Volker Beier (1943–2023)
- Johannes Belz (1925–1976)
- Anke Besser-Güth (1940–2019)
- Rolf Biebl (* 1951)
- Karl Biedermann (* 1947)
- Karl Blümel (* 1938)
- Marguerite Blume-Cárdenas (* 1942)
- Rudolf Böhm (* 1941), auch Kunstschmied
- Fritz Böhme (1948–2013)
- Emil Paul Börner (1888–1970), u. a. auch Medailleur und Porzellan-Designer
- Solveig Bolduan (* 1958)
- Hartmut Bonk (1939–2019)
- Dieter Borchhardt (* 1931)
- Helmut Braun (1925–?)
- Heinrich Brenner (1883–1960)
- Horst Brühmann (1942–2014)
- Hermann Bruse (1904–1953)
- Reinhard Buch (* 1954)
- Grete Budde (1883–1967)
- Walter Bullert (1895–1986), auch Grafik
- Herbert Burschik  (1922–1990)

## C
- Hellmuth Chemnitz (1903–1969)
- Gertrud Classen (1905–1974)
- Fritz Cremer (1906–1993)

## D
- Erwin Damerow (1906–1978)
- Lieselotte Dankworth (1917–1995)
- Reinhard Dietrich (1932–2015)
- Dieter Dietze (1937–2000)
- Waldo Dörsch (1928–2012)
- Heinrich Drake (1903–1994)

## E
- Wolfgang Eckardt (1919–1999)
- Rudolf Enderlein (1908–1985)
- Horst Engelhardt (1951–2014)
- Ludwig Engelhardt (1924–2001)
- Anatol Erdmann (1952–2024)
- Sonja Eschefeld (* 1948)

## F
- Peter Fiedler (* 1951)
- Regina Fleck (* 1937)
- Walter Flemming (1896–1977)
- Hans-Joachim Förster (1929–2022)
- Wieland Förster (* 1930)
- Karla Lucie Friedel (1893–1970)
- Wolfgang Friedrich (* 1947), auch Medailleur

## G
- Claus-Lutz Gaedicke (1943–2012)
- Peter Genßler (* 1957)
- Bernd Göbel (* 1942)
- Hans-Peter Goettsche (1927–2018)
- René Graetz (1908–1974)
- Brigitta Großmann-Lauterbach (1923–1965)
- Dietrich Grüning (1940–2020)
- Sabina Grzimek (* 1942)
- Waldemar Grzimek (1918–1984)

## H
- Martin Hadelich (1903–2004)
- Sylvia Hagen (* 1947)
- Ruthild Hahne (1910–2001)
- Monika Hamann (* 1948)
- Evelyn Hartnick-Geismeier (1931–2017), auch Medailleurin
- Annemarie Hase (1909–1999)
- Helmut Heinze (* 1932)
- Christine Heitmann (* 1937)
- Lutz Hellmuth (* 1943)
- Monika Hellmuth-Claus (1943–2016)
- Hans Helmbrecht (1922–1998)
- Werner Hempel (1904–1980), auch Restaurator
- Friedrich B. Henkel (* 1936)
- Hans-Detlev Hennig (1927–2017)
- Detlef Herrmann (1944–2013)
- Bernd Hertel (* 1940)
- Wolfram Hesse (1932–2021)
- Karl Hillert (1927–2004)
- Rudolf Hilscher (1921–2017)
- Annemarie Höhn (1914–2001)
- Leonore Höpfner (1913–1998)
- August Martin Hoffmann (1924–1985)
- Eugen Hoffmann (1892–1955), auch Grafiker
- Ullrich Holland (1940–2001)
- Richard Horn (1898–1989)
- Birgit Horota (1936–2021)
- Stephan Horota (* 1932)
- Walter Howard (1910–2005)
- Konrad Hunger (1955–2018)
- Ingeborg Hunzinger (1915–2009)

## J
- Helmut Jacob (1920–1998)
- Reinhard Jacob (* 1951)
- Gerd Jaeger (1927–2019)
- Hildegard Jahn-Wiegel (1922–2009)
- Jan Jastram (* 1958)
- Jo Jastram (1928–2011)
- Michael Jastram (* 1953)
- Thomas Jastram (* 1959)
- Ulrich Jörke (* 1936)
- Johanna Jura (1923–1994), auch Keramikerin

## K
- Günter Kaden (* 1941)
- Monika Kaden (* 1949)
- Hans Kazzer (* 1940)
- Peter Kern (* 1945)
- Hans Kies (1910–1984)
- Rolf Kirfel (1916–?)
- Ralf Klement (* 1950)
- Miroslav Klimes (1947–2006)
- Gottfried Kohl (1921–2012)
- Walter Krause (1891–1967)
- Walter Kreisel (1929–2025)
- Siegfried Krepp (1930–2013)
- Magdalene Kreßner  (1899–1975)
- Carin Kreuzberg (* 1935)
- Viktoria Krüger (1914–2010)
- Bruno Kubas (1928–2011), auch Keramiker
- Rosa Kühn (* 1928)
- Volkmar Kühn (* 1942)
- Jürgen Kümmel (* 1948)
- Wolfgang Kuhle (* 1935)
- Wolf-Eike Kuntsche (* 1941)

## L
- Max Lachnit (1900–1972)
- Will Lammert (1892–1957)
- Wilhelm Landgraf (1913–1998)
- Emma-Maria Lange (1921–2016), auch Puppengestalterin
- Regina Lange (1957–2021)
- Karl Lemke (1924–2016)
- Dietmar Lenz (* 1948)
- Rudolf Leptien (1907–1977)
- Gerhard Lichtenfeld (1921–1978)
- Joachim Liebscher (1926–1994)
- Rudolf Löhner (1890–1971)
- Werner Löwe (* 1950)
- Barbara Lottermoser (1906–1972)
- Karl Lüdecke (1896–1977)

## M
- Frank Maasdorf (1950–2023)
- Otto Maerker (1891–1967)
- Rolf Magerkord (* 1934)
- Peter Makolies (* 1936)
- Heinz Mamat (1930–2017)
- Gerhard Markwald (1925–1990)
- Dorothea Maroske (* 1951)
- Uwe Maroske (1951–2020)
- Irene Marquardt (1953–2023)
- Eckhardt Mater (1935–1996), auch Medailleur
- Karl Mertens (1903–1988)
- Klaus-Friedrich Messerschmidt (* 1945)
- Robert Metzkes (* 1954)
- Margret Middel (* 1940)
- Liz Mields-Kratochwil (* 1949)
- Karl-Günter  Möpert (1933–2014)
- Horst Misch (* 1931)
- Hans Mocznay (1906–1996)
- Günter Morgner (1933–2013)
- Harry Müller (1933–2020)
- Rainer Muhrbeck (* 1944)

## N
- Elly-Viola Nahmmacher (1913–2000)
- Fritz Nolde (1904–1980)

## O
- Rudolf Oelzner (1906–1985)
- Otto Oettel (1878–1961)

## P
- Jürgen Pansow (1939–2010), auch Maler und Grafiker
- Emerita Pansowová (* 1946)
- Petra Paschke (* 1938)
- Dorothea von Philipsborn (1894–1971)
- Max Piroch (1900–1984)
- Lore Plietsch (* 1930)
- Doris Pollatschek (1928–2002)
- Egmar Ponndorf (1929–2015)
- Walther Preik (1922–2018)
- Friedrich Press (1904–1990)
- Alfred Priebe (1905–1997)
- Robert Propf (1910–1986)
- Hans Prütz (1902–1972)
- Lucie Prussog-Jahn (1900–1990)

## R
- Dorothee Rätsch (* 1940)
- Karl Rätsch (* 1935)
- Susanne Rast (* 1962)
- Jürgen Raue (1939–2004)
- Werner Rauschhardt (1949–2019), auch Restaurator
- Christoph Reichenbach (* 1950)
- Stefan Reichmann (* 1951)
- Detlev Reinemer (* 1944)
- Walter Reinhold (1898–1982)
- Gotthard Richter (1929–2023)
- Thea Richter (* 1945)
- Gisela Richter-Thiele (1916–2000)
- Fritz Ritter (* 1926)
- Johannes Friedrich Rogge (1898–1983)
- Dietrich Rohde (1933–1999)
- Gerhard Rommel (1934–2014), auch Medailleur
- Werner Rosenthal (1931–2008), auch Medailleur
- Eberhard Roßdeutscher (1921–1980)
- Wolfgang Roßdeutscher (* 1945)
- Christian Rost (1925–1993)
- Tobias Rost (* 1959)
- Roland Rother (1944–2024), auch Medailleur

## S
- Manfred Salow (* 1943)
- Christa Sammler (* 1932)
- Ernst Sauer (1923–1988)
- Karl-Heinz Schamal (1929–2018)
- Hugo Scheele (1881–1960)
- Werner Scheffel (1912–1996)
- Hans Scheib (* 1949)
- Hubert Schiefelbein (* 1930)
- Wieland Schmiedel (1942–2021)
- Richard Schnauder (1886–1956)
- Harri Schneider (1929–1992)
- Ursula Schneider-Schulz (1925–2015)
- Maria Schockel-Rostowskaja (1914–1974)
- Karl Schönherr (1925–1981)
- Peter Schremmer (* 1940)
- Friedrich Schötschel (1926–2024)
- Margit Schötschel-Gabriel (1933–2017)
- Edmund Schorisch (1897–1987)
- August Schreitmüller (1871–1958)
- Axel Schulz (1937–2012)
- Fritz Schulz (1909–1993)
- Christian Schulze (* 1946)
- Johannes Schulze (1939–2025)
- Klaus Schwabe (1939–2017)
- Helmut Schwager (1922–2021)
- Anna Franziska Schwarzbach (* 1949)
- Joachim Sendler (1934–2005)
- Anne Sewcz (* 1958)
- Gustav Seitz (1906–1969)
- Alexander Sgonina (* 1943)
- Hein Sinken (1914–1987)
- Charlotte Sommer-Landgraf (1928–2006), u. a. auch Computergrafikerin
- Alfred Späte (1917–1979)
- Christine Stäps (* 1940)
- Gisela Stamer-Roßberg (1941–2018)
- Harald Stephan (* 1939)
- Werner Stötzer (1931–2010)
- Hanna Studnitzka (1927–2006)
- Walter Sutkowski (1890–1983)

## T
- Stefan Thomas (1932–2025)
- Klaus Thiede (1939–2016)
- Alfred Thiele (1886–1957)
- Gerhard Thieme (1928–2018)
- Marianne Traub (* 1934)
- Grete Tschaplowitz-Seifert (1989–1977)
- Gustav Tschech-Löffler (1912–1986)
- Siegfried Tschierschky (1898–1965)

## U
- Christian Uhlig (* 1944)

## V
- Herbert Viecenz (1932–2007)
- Karl Voigt (1923–1994)
- Susanne Voigt (1927–2016)

## W
- Heidi Wagner-Kerkhof (* 1945), auch Medailleurin
- Vinzenz Wanitschke (1932–2012)
- Christiane Wartenberg (* 1948)
- Gustav Weidanz (1889–1970)
- Michael Weihe (1961–2012)
- Selmar Werner (1864–1953)
- Martin Wetzel (1929–2008)
- Berndt Wilde (* 1946)
- Rüdiger Wilfroth (1942–2015)
- Otto Winkler (1885–1960)
- Rolf Winkler (1930–2001)
- Leoni Wirth (1935–2012)
- Arnd Wittig (1921–1999)
- Rudolf Wittig (1900–1978)
- Eberhard Wolf (1938–2023)
- Ursula Wolf (1942–2010)
- Heinz Worner (1910–2008)
- Erich Wurzer (1913–1986)

## Z
- Konrad Zenda (1900–1958)
- Heinrich Zenichowski (* 1941)